# Samoa i olympiska sommarspelen 2012
Samoa deltog i olympiska sommarspelen 2012 som ägde rum i London i Storbritannien mellan den 27 juli och den 12 augusti 2012.

## Bågskytte
Damer
| Bågskytt                | Gren                  | Ranking-runda | Ranking-runda | 32-delsfinal            | Sextondelsfinal   | Åttondelsfinal    | Kvartsfinal       | Semifinal         | Final             | Final            |
| Bågskytt                | Gren                  | Poäng         | Seedning      | Motståndare Poäng       | Motståndare Poäng | Motståndare Poäng | Motståndare Poäng | Motståndare Poäng | Motståndare Poäng | Placering        |
| ----------------------- | --------------------- | ------------- | ------------- | ----------------------- | ----------------- | ----------------- | ----------------- | ----------------- | ----------------- | ---------------- |
| Maureen Tuimalealiifano | Damernas individuella | 520           | 63            | Lee S-j (KOR) (2) L 0–6 | Gick inte vidare  | Gick inte vidare  | Gick inte vidare  | Gick inte vidare  | Gick inte vidare  | Gick inte vidare |

## Friidrott
Förkortningar
- Notera – Placeringar gäller endast den tävlandes eget heat
- Q = Kvalificerade sig till nästa omgång via placering
- q = Kvalificerade sig på tid eller, i fältgrenarna, på placering utan att ha nått kvalgränsen
- NR = Nationellt rekord
- N/A = Omgången inte möjlig i grenen
- Bye = Idrottaren behövde inte delta i omgången

Herrar
Fältgrenar
| Idrottare        | Gren        | Kval  | Kval      | Final            | Final            |
| Idrottare        | Gren        | Längd | Placering | Längd            | Placering        |
| ---------------- | ----------- | ----- | --------- | ---------------- | ---------------- |
| Emanuele Fuamatu | Kulstötning | 17.78 | 35        | Gick inte vidare | Gick inte vidare |

## Judo
Herrar
| Idrottare   | Gren              | 32-delsfinal         | Sextondelsfinal         | Åttondelsfinal       | Kvartsfinal          | Semifinal            | Återkval             | Bronsmatch           | Final                | Final            |
| Idrottare   | Gren              | Motståndare Resultat | Motståndare Resultat    | Motståndare Resultat | Motståndare Resultat | Motståndare Resultat | Motståndare Resultat | Motståndare Resultat | Motståndare Resultat | Placering        |
| ----------- | ----------------- | -------------------- | ----------------------- | -------------------- | -------------------- | -------------------- | -------------------- | -------------------- | -------------------- | ---------------- |
| Aleni Smith | Lättvikt (-73 kg) | BYE                  | Ježek (CZE) L 0000–0100 | Gick inte vidare     | Gick inte vidare     | Gick inte vidare     | Gick inte vidare     | Gick inte vidare     | Gick inte vidare     | Gick inte vidare |

## Kanotsport
Sprint
| Kanotist                 | Gren                | Heat     | Heat      | Semifinal        | Semifinal        | Final            | Final            |
| Kanotist                 | Gren                | Tid      | Placering | Tid              | Placering        | Tid              | Placering        |
| ------------------------ | ------------------- | -------- | --------- | ---------------- | ---------------- | ---------------- | ---------------- |
| Rudolph Berking-Williams | Herrarnas C1 200 m  | 51.483   | 6 Q       | 54.471           | 8                | Gick inte vidare | Gick inte vidare |
| Rudolph Berking-Williams | Herrarnas C1 1000 m | 4:54.211 | 6         | Gick inte vidare | Gick inte vidare | Gick inte vidare | Gick inte vidare |

## Taekwondo
| Idrottare             | Gren             | Åttondelsfinaler     | Kvartsfinaler        | Semifinaer           | Återkval               | Bronsmatch           | Final                | Final            |
| Idrottare             | Gren             | Motståndare Resultat | Motståndare Resultat | Motståndare Resultat | Motståndare Resultat   | Motståndare Resultat | Motståndare Resultat | Placering        |
| --------------------- | ---------------- | -------------------- | -------------------- | -------------------- | ---------------------- | -------------------- | -------------------- | ---------------- |
| Kaino Thomsen-Fuataga | Herrarnas +80 kg | Obame (GAB) L 2–9    | Gick inte vidare     | Gick inte vidare     | Despaigne (CUB) L 2–14 | Gick inte vidare     | Gick inte vidare     | Gick inte vidare |
| Talitiga Crawley      | Damernas +67 kg  | Mandić (SRB) L 2–16  | Gick inte vidare     | Gick inte vidare     | Espinoza (MEX) L 0–13  | Gick inte vidare     | Gick inte vidare     | Gick inte vidare |